# 性质 (数学)
在数学中，性质是指给定集合的任何特征。严格地，性质 p 定义集合  X 中的所有元素，通常表示为这样的函数p : X →  {true, false}，如果性质存在，取值就是真；或者，也可以被视作是X的子集，其中p存在。也就是说，集合{x | p(x) = true}; p是其中的指示函数。但是，如果不表明什么导致性质的取值，严格定义只定义了性质的外延，这一点是可能会被拒绝的。
关于性质的例子包括实数和复数的交换性质、分配性质。